# Carex straminea
Carex straminea là một loài thực vật có hoa trong họ Cói. Loài này được Willd. ex Schkuhr mô tả khoa học đầu tiên năm 1801.

## Hình ảnh

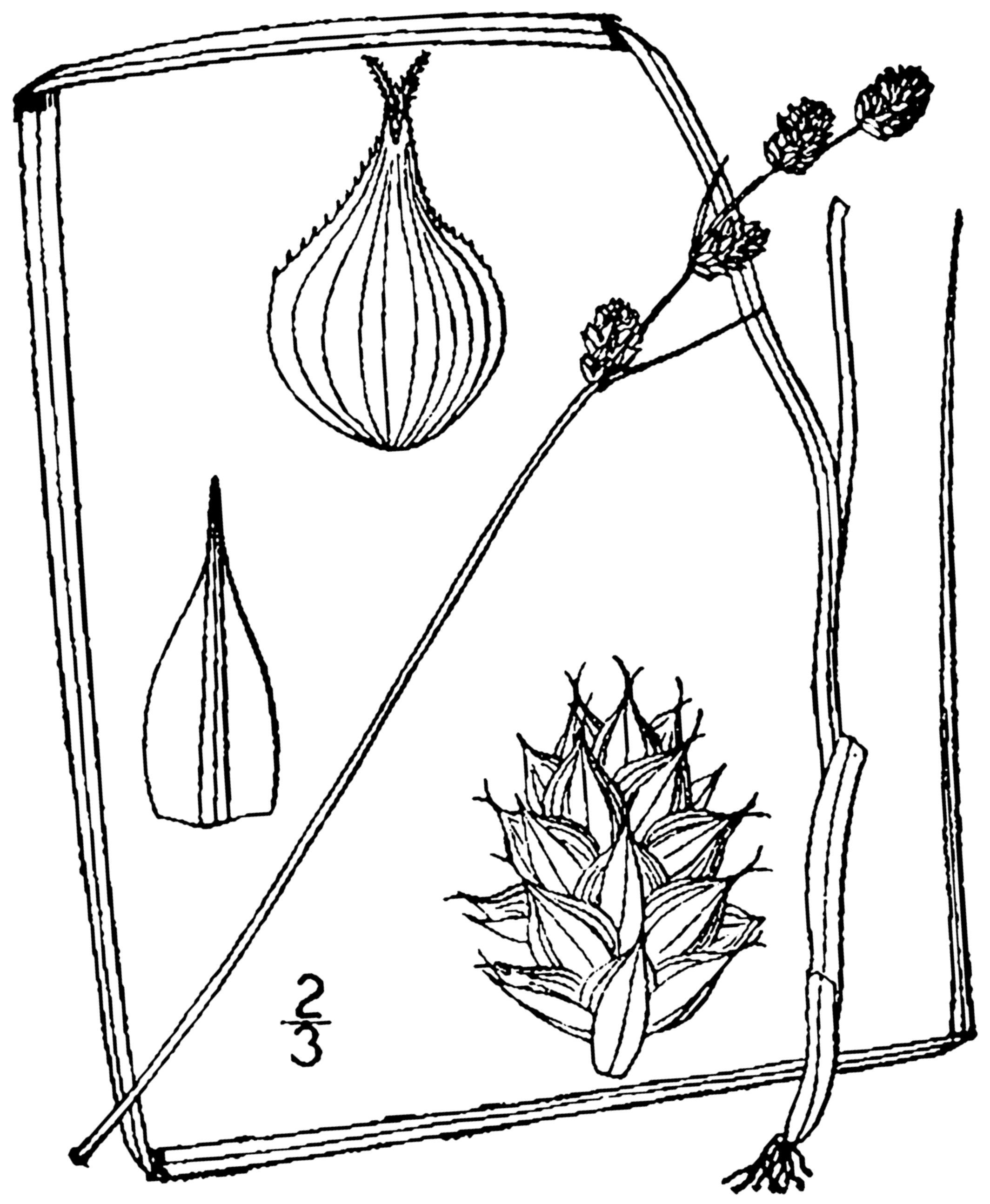
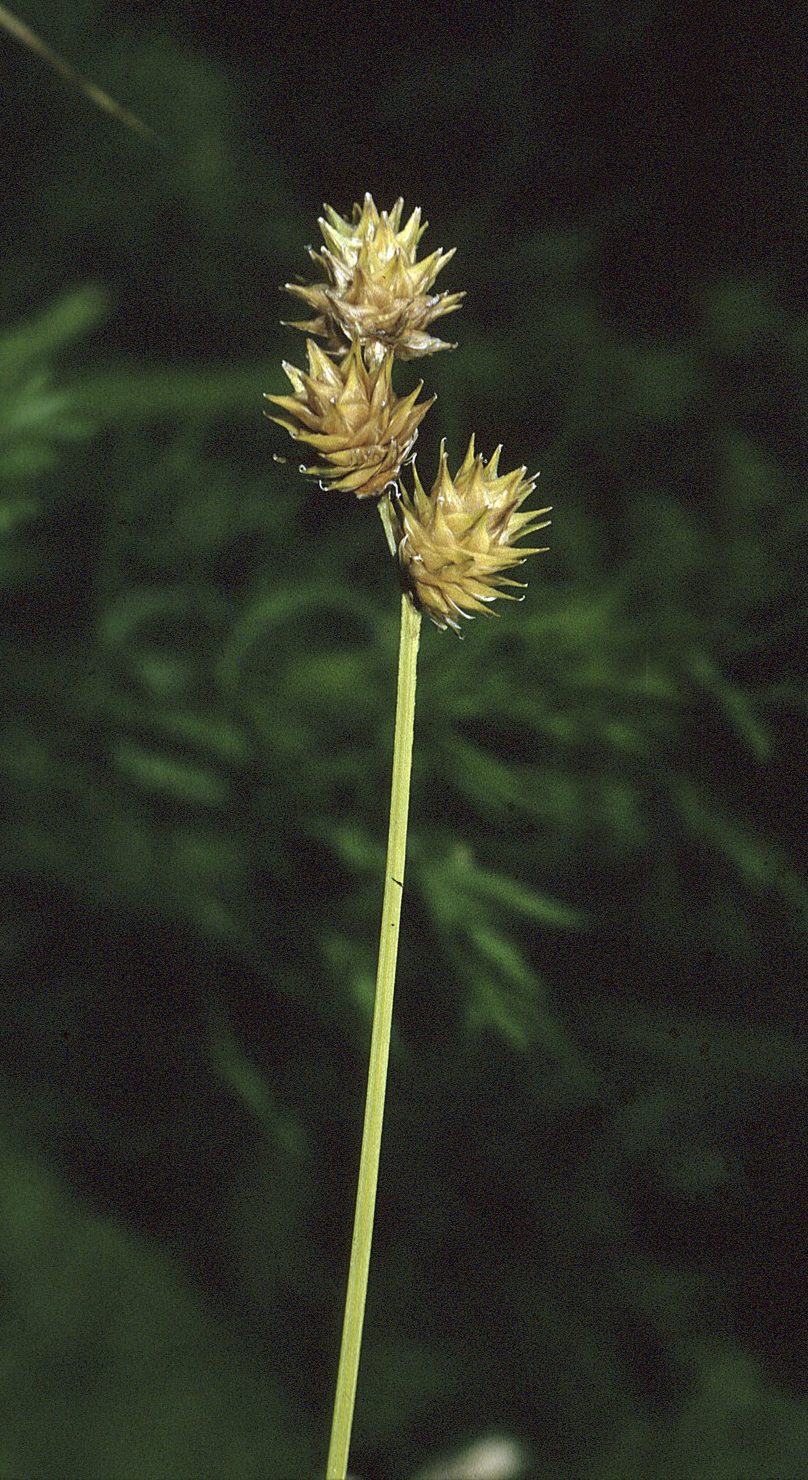